# Kasimir Leino
Kasimir Leino (né Kasimir Agathon Lönnbohm le 17 novembre 1866 à Paltamo et mort le 8 mars 1919 à Helsinki) est un écrivain, journaliste, homme de théâtre finlandais.

## Biographie
Kasimir Leino naît à Paltaniemi.
Il entre à l'université en 1884, et soutient sa thèse de doctorat en  1896.
Kasimir Leino est le frère d'Eino Leino.

## Ouvrages

### Écrits
- Emmalan Elli (1880)[3].
- Runokokeita (1886)[4].
- Elämästä (1889)[5].
- Vesi-ukko (1889)
- Laskiaislupa (1889)
- Neron tähteet (1889)
- Pehkos Jussi (1889)
- Se oli kuitenkin minun ihanin unelmani (1889)
- Härmänmäkeläisten markkinareissu (1889)
- Ristiaallokossa (1890)[6].
- Väljemmillä vesillä (1893)[7].
- Prosper Mérimée (1895)[8].
- Jaakko Ilkka ja Klaus Fleming (1901)[9].
- Testamentti y.m. kertomuksia (1905)[10].
- Lehtolapsi (1905)
- 25 vuotta (1908)[11].

### Traductions
- (fi) Prosper Mérimée (trad. Kasimir Leino), Helmiä [« Recueil de nouvelles »], 1895[12].
- Valittuja runoja (Gustaf Fröding, 1895)[13].
- Brand (Henrik Ibsen, 1896)[14].
- 50 vuotta myöhemmin, (1899), WSOY
- (fi) Prosper Mérimée (trad. Kasimir Leino), Colomba, 1907[15].
- (fi) Guy de Maupassant (trad. Kasimir Leino), Valittuja novelleja I [« Recueil de nouvelles »], 1907[16].
- (fi) Guy de Maupassant (trad. Kasimir Leino), Valittuja novelleja II [« Recueil de nouvelles »], 1907[17].
- (fi) Alphonse Daudet (trad. Kasimir Leino), Kuninkaita maanpaossa I [« Les rois en exil »], 1907[18].
- (fi) Alphonse Daudet (trad. Kasimir Leino), Kuninkaita maanpaossa II [« Les rois en exil »], 1908[19].

## Prix
- Prix national de littérature, 1901